# Stuck with Me
«Stuck with Me» — песня американской рок-группы Green Day. Она была выпущена в качестве второго сингла и третьего трека с их четвёртого альбома Insomniac. Эта песня о человеке, который считает слишком слабым и слишком упрямым, чтобы постоять за себя. Песня также включена в концертный альбом Foot in Mouth. Сингл достиг 26-го места в чарте UK Singles Chart. Первоначально эта песня называлась «Alright», а позже «Do Da Da». Демо-версия песни с последним названием позже будет включена в сборник группы Shenanigans.

## Список композиций

### Промо
1. «Stuck with Me» (Radio edit) — 2:15

### UK CD Part 1
1. «Stuck with Me» — 2:16
2. «When I Come Around» (live) — 2:54
3. «Jaded» (live) — 1:52

- Концертные треки записаны 4 сентября 1995 года в Дании

### UK CD Part 2
1. «Stuck with Me» (live)
2. «Dominated Love Slave» (live)
3. «Chump» (live)

- Концертные треки записаны 4 сентября 1995 года в Дании

## Видеоклип
Видеоклип был снят в чёрно-белом цвете. В одной половине видео показано, как Green Day исполняет песню (в чёрно-белом варианте), а в другой половине показаны некоторые анимированные иллюстрации Уинстона Смита, сделанные для обложки альбома.

## Чарты
| Чарт (1995)                        | Высокая позиция |
| ---------------------------------- | --------------- |
| Австралия (ARIA)                   | 46              |
| Новая Зеландия (Recorded Music NZ) | 40              |
| Великобритания (OCC UK Singles)    | 26              |